# Belisana bantham
Belisana bantham là một loài nhện trong họ Pholcidae. Loài này được phát hiện ở Thái Lan.